# Ad-Duwaim
Ad-Duwaim (arabisch الدويم) ist eine Stadt am Weißen Nil im sudanesischen Bundesstaat an-Nil al-abyad mit 73.662 Einwohnern (Stand 2008).

## Lage
Die Stadt liegt auf etwa 385 Metern Höhe am westlichen Ufer des Weißen Nil. Sie liegt etwa 170 km südlich von Khartum und 100 km nordwestlich von Kusti und Rabak. Bei ad-Duwaim wird der Nil von einer fast 3 km langen Brücke überquert, über die die Stadt an das Fernstraßennetz angebunden ist.

## Geschichte
Ad-Duwaim wurde von den Schilluk gegründet. Dieses Volk bewohnt heute den Norden des Südsudan. Bei Eroberungszügen in Richtung Norden Anfang des 19. Jahrhunderts kam es bis in das Gebiet von ad-Duwaim, wo es die Siedlung gründete. Die Truppen von Muhammad Ali Pascha eroberten das Gebiet um 1820, die Schilluk wurden wieder nach Süden vertrieben und das Gebiet wurde Teil des Türkisch-Ägyptischen Sudans. Die Moschee wurde nach griechischen Plänen und von griechischen Maurern gebaut – ein Beispiel für den wirtschaftlichen Einfluss, den die griechische Minderheit schon lange im Sudan hatte. Als der armenisch-ägyptische Schriftsteller Yacoub Artin im Jahr 1908 ad-Duwaim besuchte, war die Stadt Ausgangspunkt für Karawanen nach Westen in Richtung Al-Ubayyid, Kurdufan und Darfur.

## Bildung
In ad-Duwaim beheimatet ist die Universität Bacht al-Ruza.